# Xanthorhoe jucundula
Xanthorhoe jucundula är en fjärilsart som beskrevs av Otto Staudinger 1928. Xanthorhoe jucundula ingår i släktet Xanthorhoe och familjen mätare. Inga underarter finns listade i Catalogue of Life.